# Kielsterpomp
De Kielsterpomp is een voormalig interprovinciaal waterschap in de provincies Groningen en Drenthe.
Het waterschap lag ten oosten van de Mandeweg bij Oud Annerveen rondom een watergang die van de Semslinie (de provinciegrens) tot aan het Kalkwijksterdiep liep. De vorm van het waterschap was bijzonder grillig, omdat het enkel de percelen besloeg die direct op de L-vormige watergang uitmondden. Op zijn breedst van het zo'n 400 m, op zijn smalst, bij de uitmonding, zo'n 125 m. De watergang kruiste het Kieldiep door middel van een onderleider, de Kielsterpomp (pomp = duiker). Het waterschap had geen bemaling.
Waterstaatkundig gezien ligt het gebied sinds 2000 binnen dat van het waterschap Hunze en Aa's.